# David S. McCosh
David S. McCosh (Franklin County, 15 december 1847 – Polo, 1 november 1936) was een Amerikaans componist, muziekpedagoog, militaire kapelmeester en kornettist. Hij was de vader van de componist en dirigent Dudely H. McCosh (1881-1929).

## Levensloop
McCosh was een goed opgeleid kornettist. In zijn jonge jaren was hij lid van het plaatselijke harmonieorkest in Mount Morris in Ogle County. Hij ontwikkelde zich tot instructeur. In het boek van Harvey J. Kable: Mount Morris: past and present - an illustrated history wordt hij altijd als professor benoemd. Verder wordt bericht dat hij meerdere honderden selecties voor harmonieorkest geschreven heeft en dat hij verschillende grote harmonieorkesten in de buurt gedirigeerd heeft. In het voorjaar van 1900 werd hij als opvolger van William Lohafer jr. dirigent van het harmonieorkest in Mount Morris (Illinois). Zijn twee zonen Leighton McCosh en Dudely H. McCosh speelden toen ook in deze band mee. 

## Composities (Uittreksel)

### Werken voor harmonieorkest
- 1880 Xylophone Polka
- Hear That Band
- Hear Dem Bells